# Стреви
Стреви (итал. Strevi) је насеље у Италији у округу Алесандрија, региону Пијемонт.
Према процени из 2011. у насељу је живело 1495 становника. Насеље се налази на надморској висини од 135 м.

## Становништво
Према резултатима пописа становништва 2011. у општини је живело 2.039 становника.
| 1931. | 1936. | 1951. | 1961. | 1971. | 1981. | 1991. | 2001. | 2011. |
| ----- | ----- | ----- | ----- | ----- | ----- | ----- | ----- | ----- |
| 2.427 | 2.284 | 2.010 | 1.793 | 1.602 | 1.689 | 1.835 | 1.972 | 2.039 |